# Sanguisorba poroshirensis
Sanguisorba poroshirensis är en rosväxtart som beskrevs av Watanabe. Sanguisorba poroshirensis ingår i släktet storpimpineller, och familjen rosväxter. Inga underarter finns listade i Catalogue of Life.